# Жапаров, Радик Батырбекович
Радик Батырбекович Жапаров (род. 29 февраля 1984) — казахстанский горнолыжник (прыжки на лыжах с трамплина), участник зимней олимпиады 2006 года в Турине, мастер спорта Республики Казахстан международного класса

## Биография
Радик Жапаров с девяти лет занимался хоккеем, а позже - в 12 лет футболом. С 2000 года начал заниматься прыжками с трамплина, которыми ранее начал заниматься его брат Марат.
Участвовал в чемпионатах мира Лахти (2001), Валь-ди-Фьемме (2003), Оберсдорфе (2005), Саппоро (2007), Либерце (2009) и Осло (2011). Но лучшими личными результатами были 24 (на нормальном трамплине) и 26 (на длинном трамплине) места в японском Саппоро.

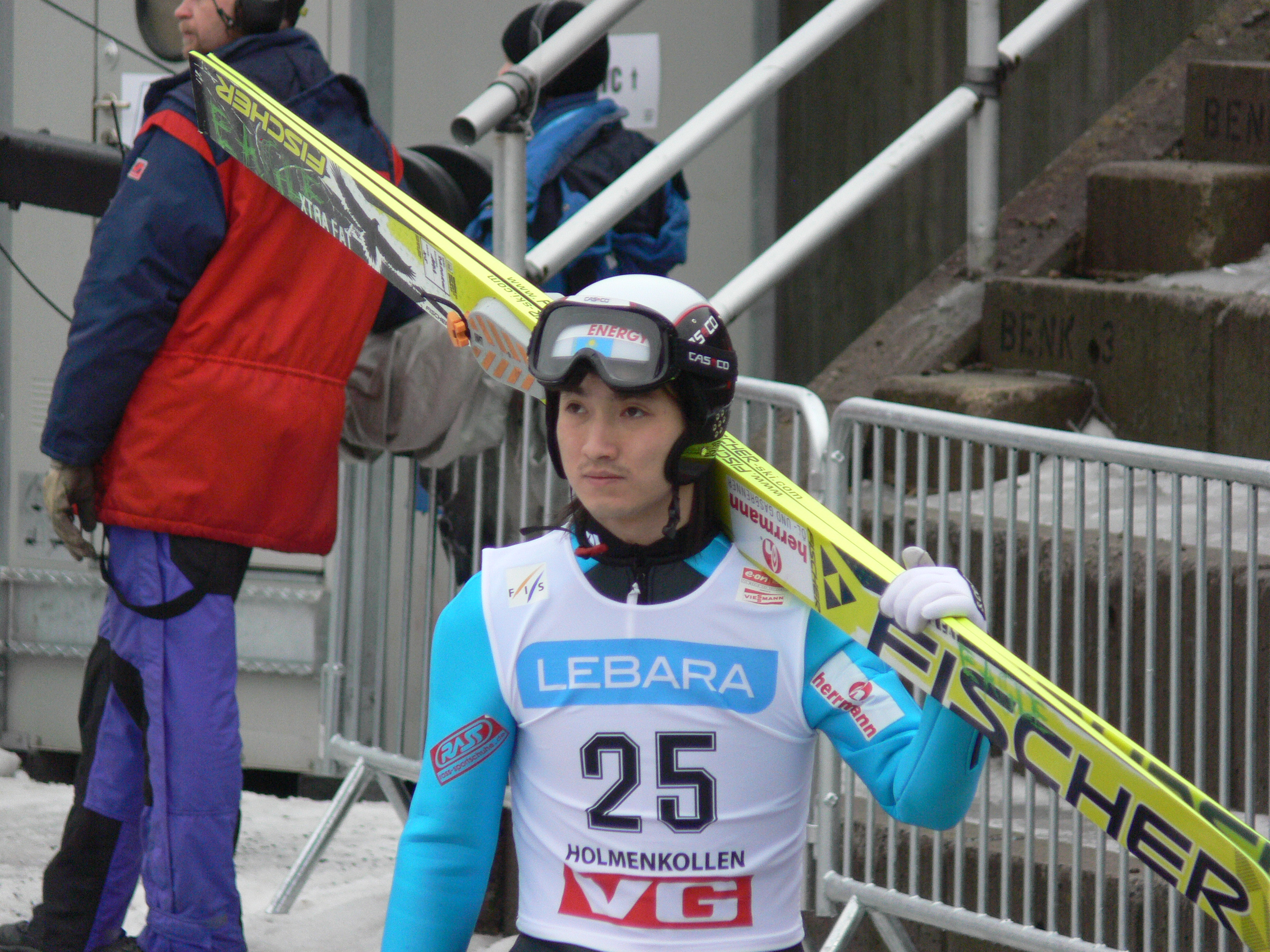

На этапах кубка мира имеет ряд высоких результатов на мировой арене: 
- 20-е место в Саппоро (2005)
- 11-е место в Куопио (2006)
- 19-е место в Клингентале (2007)
- 14-е место в Осло (2007)
- 13-е место в Куопио (2008).

Участвовал в зимней олимпиаде 2006 года в Турине, где оказался 31-м на длинном, и 26 - на среднем трамплине.
На зимних Азиатских играх имеет три медали.В 2003 году на зимних Азиатских играх в Аомори завоевал бронзовую медаль в командном первенстве на нормальном трамплине.
А в 2011 году на зимних Азиатских играх в Алматы завоевал "бронзу" на нормальном трамплине и командное "серебро" на длинном трамплине.